# Emirat de Lafiagi
L'emirat de Lafiagi és un estat històric i avui dia un emirat tradicional de Nigèria a l'estat de Kwara, a la riba sud del riu Níger.
La ciutat va ser fundada el 1810 per Malam Maliki i el seu germà Manzuma, dos líders fulani de Gwandu, a 400 km al nord-oest, com una ciutat fortificada en territori nupe. Després de la mort de Maliki el 1824, l'emir de Gwandu va nomenar Manzuma com el primer emir de Lafiagi. L'emirat de Lafiagi va sobreviure a greus revoltes nupe a finals dels anys 1820 i de nou a finals dels anys 1890; en aquesta ocasió la revolta fou dominada amb l'ajut de les forces de la Royal Niger Company. El governant de Lafiagi, el títol del qual era Sarkin Lafiagi però va ser canviat al d'emir cap a 1949, va servir des de 1954 com a president del Consell dels estats Federats de Lafiagi, Sharagi i Shonga (30 km al nord-oest), aquesta darrera fundada pel fill de Maliki, Aliyu. Lafiagi és ara la seu del Edu Local Government Council. La majoria dels habitants de l'emirat tradicional són gent musulmana nupe. El 21 d'octubre de 1975 fou proclamat emir Alhaji Saadu Kawu Haliru, nascut el 20 d'abril de 1935, que el 20 d'abril de 2015 va celebrar els seus 80 anys encara viu i regnant.

## Governants

### Caps
- 1810 - 1824 Mallam Maliki

### Sarkin Lafiagi
- 1824 - 1833 Muhamman Zuma dan Ahmadu
- 1833 - 1834 Aliyu I dan Maliki (primera vegada)
- 1834 - 1845 Abd al-Qadiri dan Muhamman Zuma (primera vegada)
- 1845 - 1853 Aliyu I dan Maliki (segona vegada)
- 1853 - 1868 Abd al-Qadiri dan Muhamman Zuma (segona vegada)
- 1868 - 1882 Ibrahim Khalilu dan Muhamman Zuma
- 1882 - 1891 Aliyu II dan Muhamman Zuma
- 1891 - 1892 Abd ar-Rahim dan Muhamman Zuma
- 1892 - 1915 Ahmadu dan `Abd al-Qadiri
- 1915 - 1945 Muhamman Bello dan Ahmadu
- 1945 - 1949 Abu Bakar Kawu dan Muhammadu Sha`ba

### Emirs
- 1949 - 1951 Shaba Maliki dan Aliyu (Regent)
- 1951 - 1961 Abu Bakar Ceceko dan Hasan (Regent)
- 1961 - 1975 Umaru Oke Ode dan Muhammadu Shaba (Regent)
- 1975 - Sadu Kawu Khaliru